# Zespół pałacowy w Lubniewicach
Zespół pałacowy w Lubniewicach – założenie pałacowo-zamkowe wraz z 10-hektarowym parkiem znajdujące się w Lubniewicach.

## Położenie
Założenie pałacowo-zamkowe położone jest w Lubniewicach – mieście w woj. lubuskim, w powiecie sulęcińskim, siedzibie gminy miejsko-wiejskiej Lubniewice, położonej nad jeziorami Lubiąż i Krajnik.

## Opis
Pałac (stary zamek) wybudowany w stylu neoklasycznym, przebudowany w 1846 roku oraz monumentalny zamek (nowy zamek), neorenesansowy wzniesiony w latach 1909–1911, z neogotycką wieżą widokową tworzą zespół pałacowo-zamkowy.

### Zamek rodu von Waldow und Reitzenstein
Już w XIV wieku w Lubniewicach istniał zamek, wymieniany jako siedziba właściciela miasta – rodziny von Waldow. XVI-wieczne źródła mówią o dwóch dworach: „Czerwonym” i „Białym”. Tzw. „Stary Zamek” powstał w 1812 roku na miejscu „Czerwonego Dworu” i nosił cechy stylu klasycystycznego. Założycielem rezydencji oraz przylegającego parku był Adolf Friedrich IV von Waldow. W XIX wieku pałac należał do przedstawicieli połączonych rodzin von Waldow i von Reitzenstein. Karl Friedrich Ernst Edward von Waldow und Reitzenstein przekształcił w 1865 roku majątek w ordynację (majorat). Jego następca, po częściowych zniszczeniach z 1846 roku, rozbudował klasycystyczny pałac w 2. poł. XIX wieku o nową wschodnią część, dodając reprezentacyjną, monumentalną fasadę, w której odtąd mieściło się główne wejście do budynku.
Po roku 1945 budynek pełnił rolę szkoły, a następnie ośrodka wypoczynkowo-rekreacyjnego, którego adaptacja w latach 60. XX wieku spowodowała wprowadzenie licznych zmian wewnątrz budynku: m.in. wydzielenie nowych pomieszczeń sypialnych i wytyczenie nowego korytarza na osi długiej. W wyniku tych prac pałac zatracił część swoich pierwotnych cech. Przez wiele lat pozostawał w dzierżawie, nieużytkowany i nieremontowany, stopniowo niszczał. Nowy właściciel – „Centrum Zamek” rozpoczął remont, który objął wymianę pokrycia dachowego i remont części elewacji. Obecnie prace remontowe są wstrzymane.

### Pałac rodu von Waldow und Reitzenstein
Eklektyczny pałac (niegdyś tzw. "Nowy Zamek") zaprojektowany został przez berlińskich architektów A. Dinklage, E. Paulusa i O. Lilloe i powstał w latach 1909–1911. Wzniesiono go dla Carla Friedricha Ernsta Edwarda von Waldow-Reitzenstein.
Jest to budowla dwukondygnacyjna z poddaszem mieszkalnym, całkowicie podpiwniczona, nakryta wysokim dwuspadowym dachem z licznymi facjatkami. Wejście główne zwieńczone jest tarczą herbową rodu von Waldow i datą „1909”. Pałac otoczony jest zabytkowym parkiem. Zachowały się liczne elementy pierwotnego wyposażenia: marmurowe okładziny, wystrój pomieszczeń z freskami, złoceniami i sztukateriami, drewniana, dwukondygnacyjna klatka schodowa oraz winda kuchenna.
Po II wojnie światowej obiekt początkowo mieścił szkołę z internatem dla sierot po zamordowanych nauczycielach, ale już od 1949 roku został zaadaptowany na ośrodek wczasowy. Po pożarze w latach 60. XX wieku przeprowadzono remont generalny. Przeprowadzone zmiany nie zatarły pierwotnego charakteru obiektu. Potem, przez lata zamek stał pusty. Jako własność gminy Lubniewice, dzierżawiony był przez obywatela Niemiec z Berlina.

### Obecnie
Pałace kupił od firmy ubezpieczeniowej Warta Jan Kulczyk. Przeprowadzono remont dachu i zabezpieczono oba obiekty. W 2009 roku miała je kupić firma Ireny Eris z przeznaczeniem na centrum konferencyjno-wypoczynkowe. Od 2000 roku właścicielem kompleksu jest Jan Lubomirski-Lanckoroński, prezes Fundacji Książąt Lubomirskich oraz inwestor w branży nieruchomości. W skład założenia pałacowo-zamkowego wchodzi kilka zabytkowych budynków m.in. Nowy Zamek i Stary Zamek, Bażantarnia i Kordegarda. Celem Jana Lubomirskiego-Lanckorońskiego jest przywrócenie obiektom ich dawnej świetności. 
Nad planami zagospodarowania zamku czuwa Fundacja Książąt Lubomirskich, której misją jest m.in. ochrona dziedzictwa narodowego, finansowanie projektów edukacyjnych i naukowych oraz renowacja zabytków.
Od lata 2020 pałac udostępniony jest do zwiedzania po wcześniejszym uzgodnieniu terminu.

## W kulturze
W 2014 r. w Lubniewicach kręcono horror „Evil Rising” – opowieści o pięciu badaczach zjawisk paranormalnych, którzy postanawiają spędzić weekend w nawiedzonym zamku.
Dnia 2 czerwca 2015 r. wydany został kręcony w Zamku teledysk do piosenki "Pełnia" Maryli Rodowicz i Donatana,
Zamek oraz park w Lubniewicach są miejscami wydarzeń kinowego przeboju „Sztuka kochania. Historia Michaliny Wisłockiej”, filmu w reżyserii Marii Sadowskiej z 2017 r. Główna bohaterka filmu, dr Michalina Wisłocka przyjeżdża do Lubniewic na wczasy – do domu mieszczącego się w zabytkowym parku.

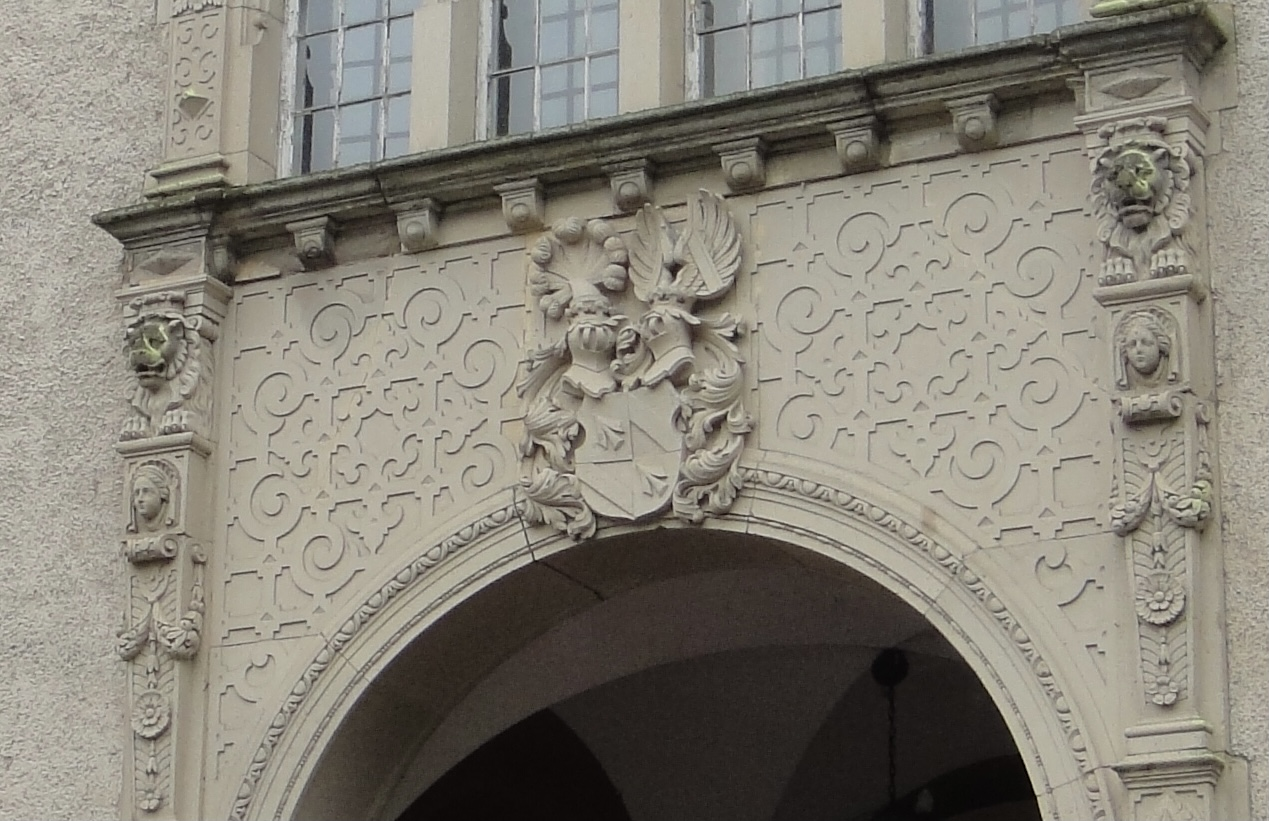
Tarcza herbowa rodu von Waldow nad wejściem głównym do zamku
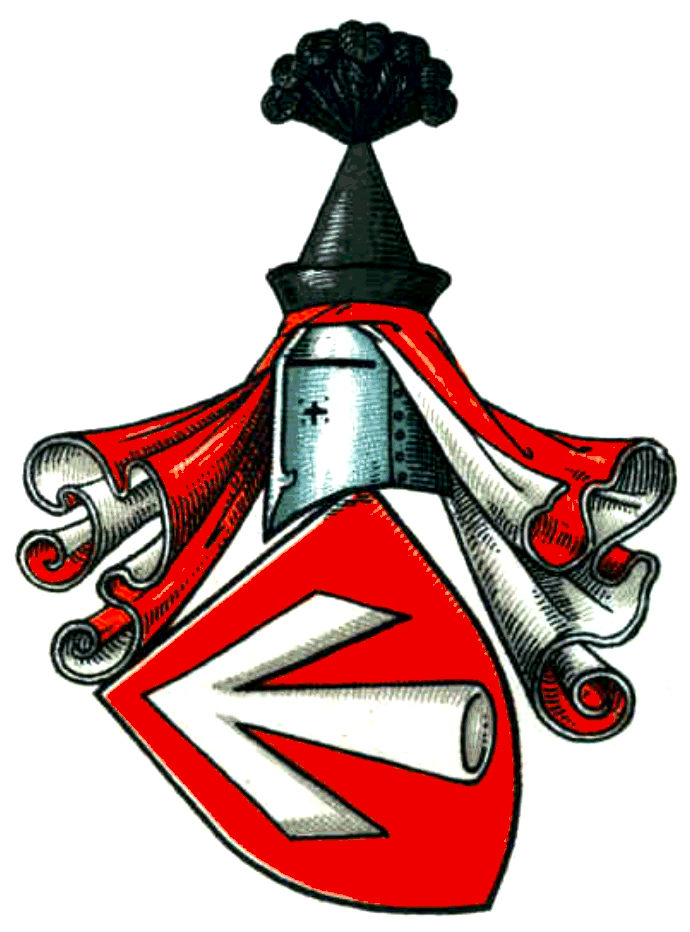
Herb von Waldow
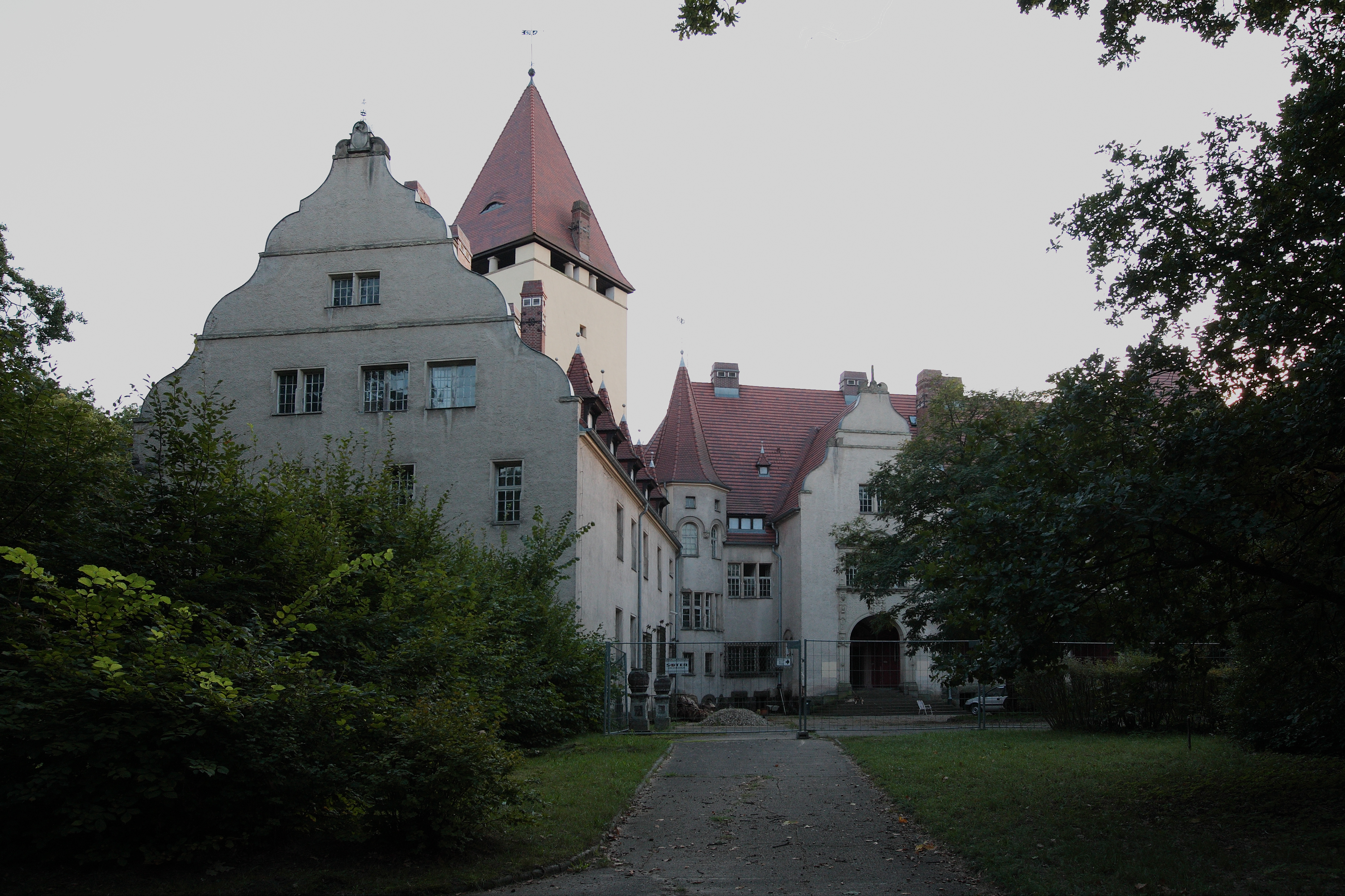
Zamek Książąt Lubomirskich
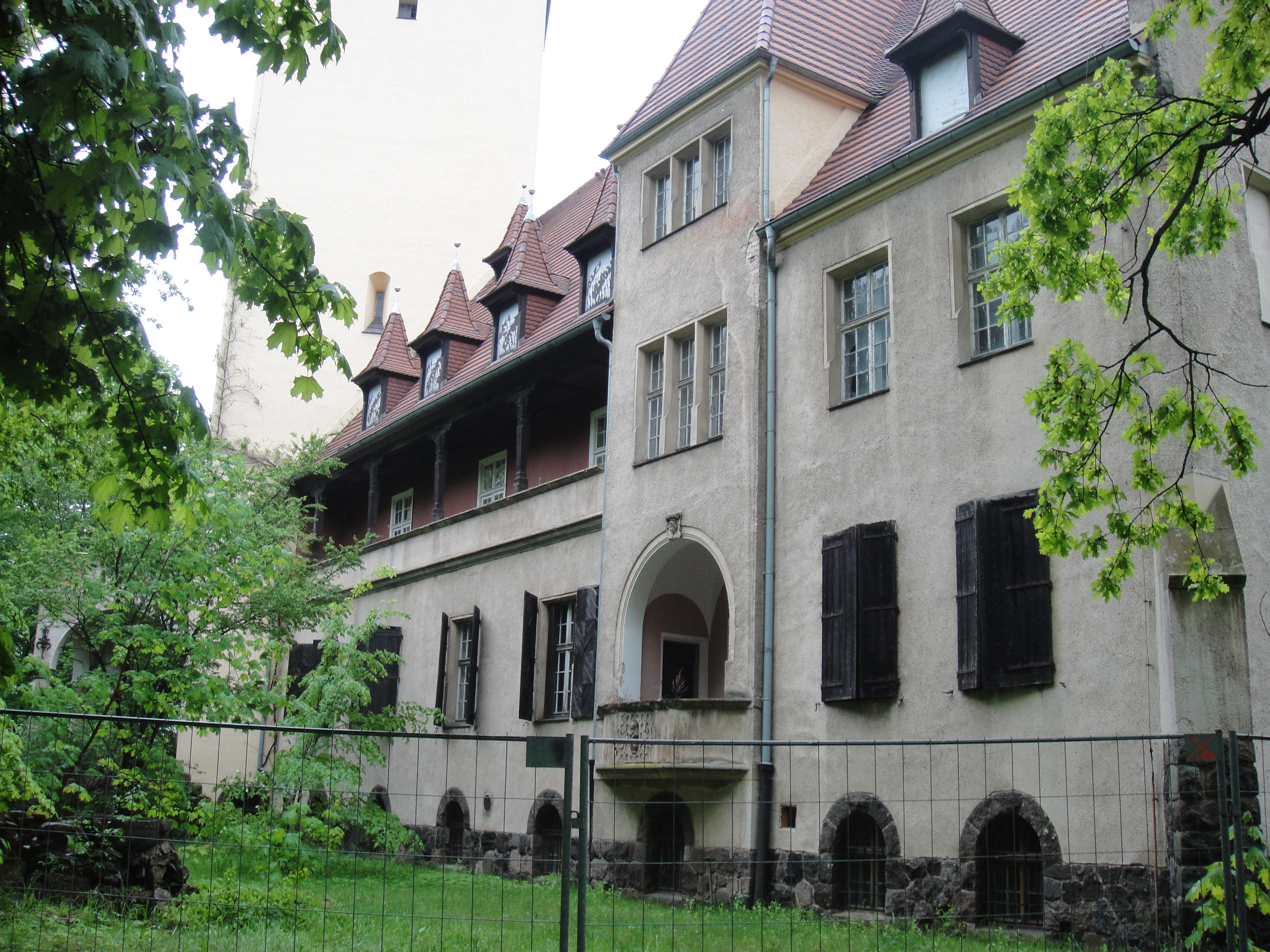
Zamek od strony południowej
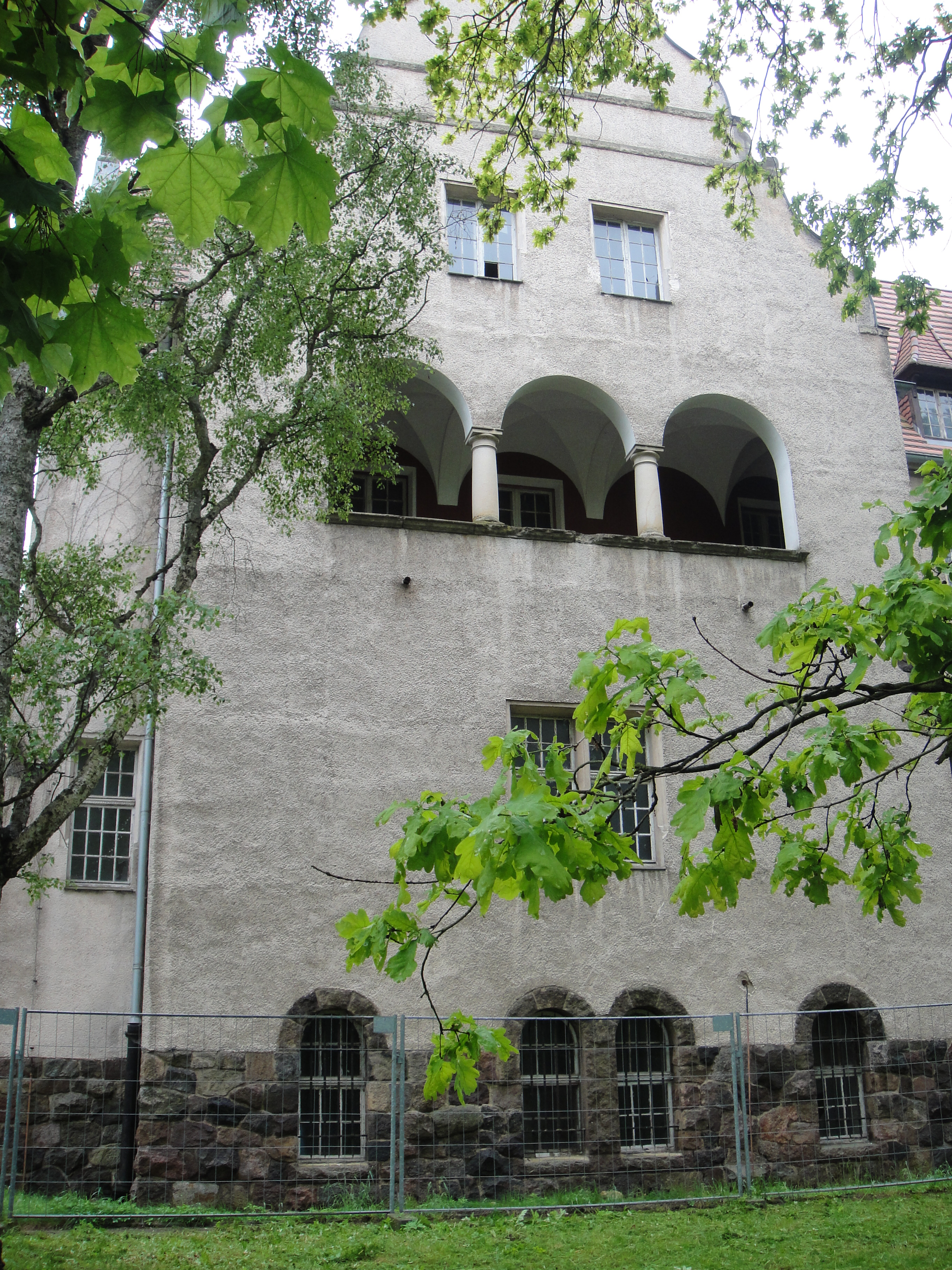
Zamek od strony północnej
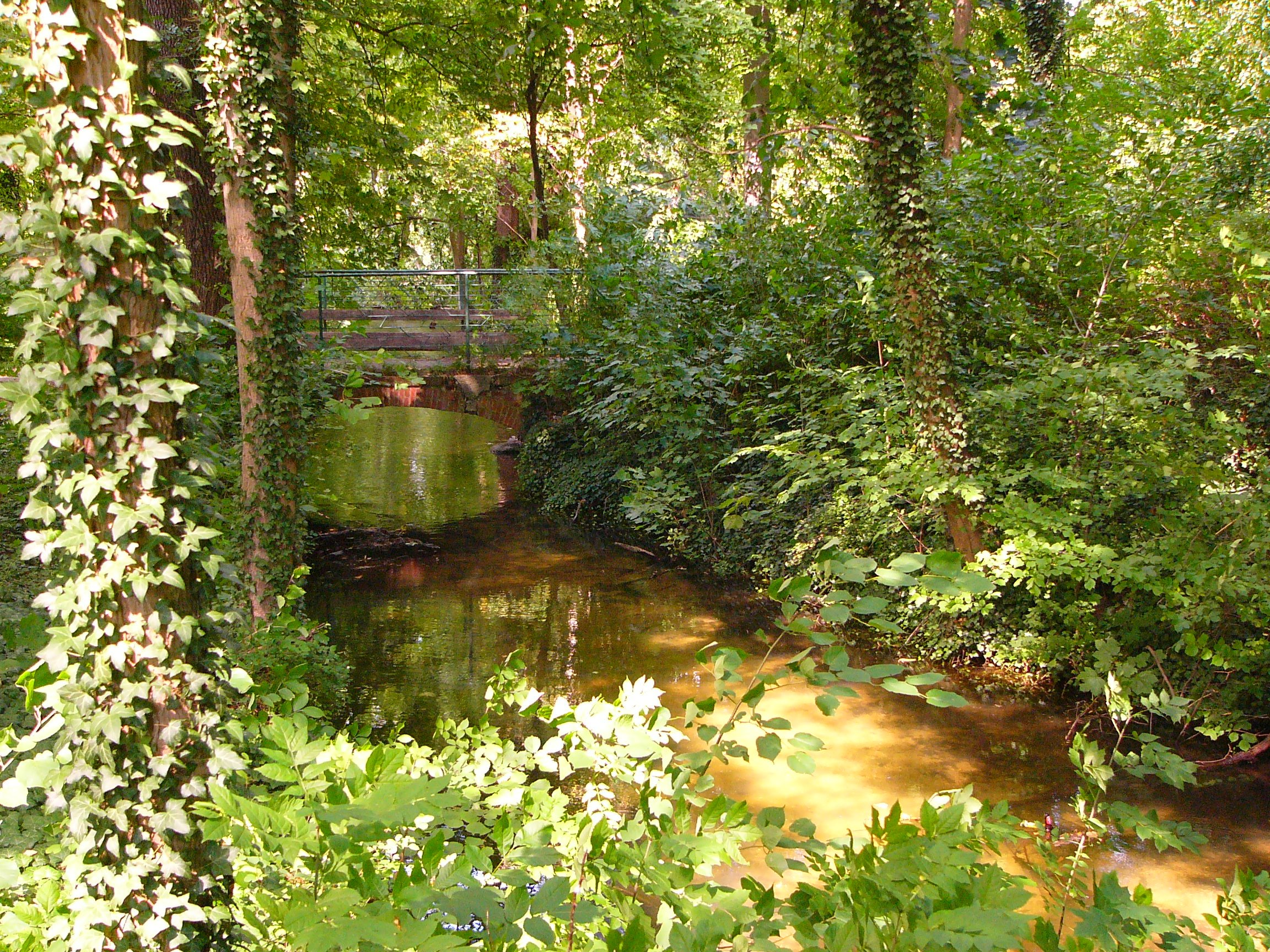
Park